# Azucsi–Momojama-kor

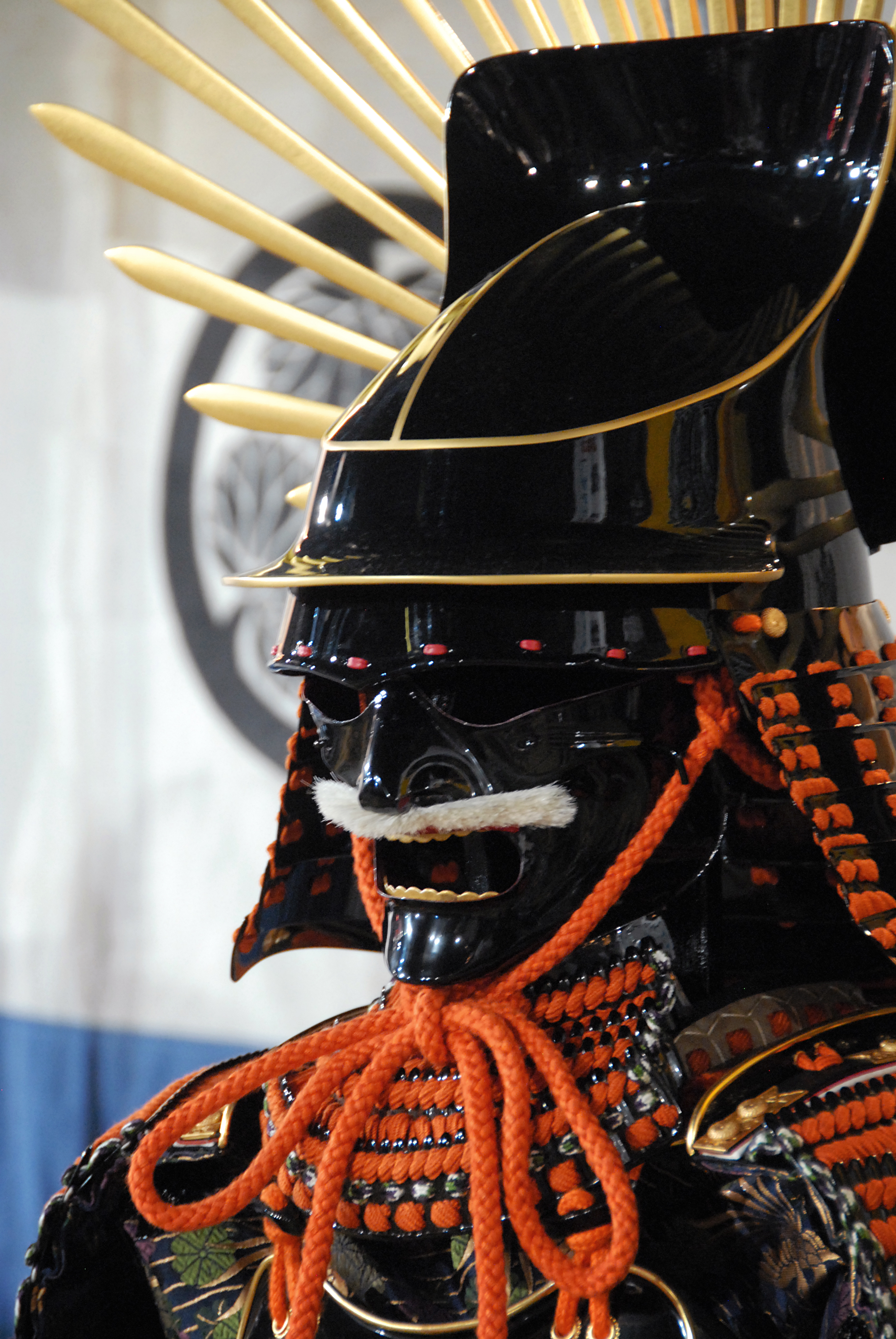
Tojotomi Hidejosi páncélja

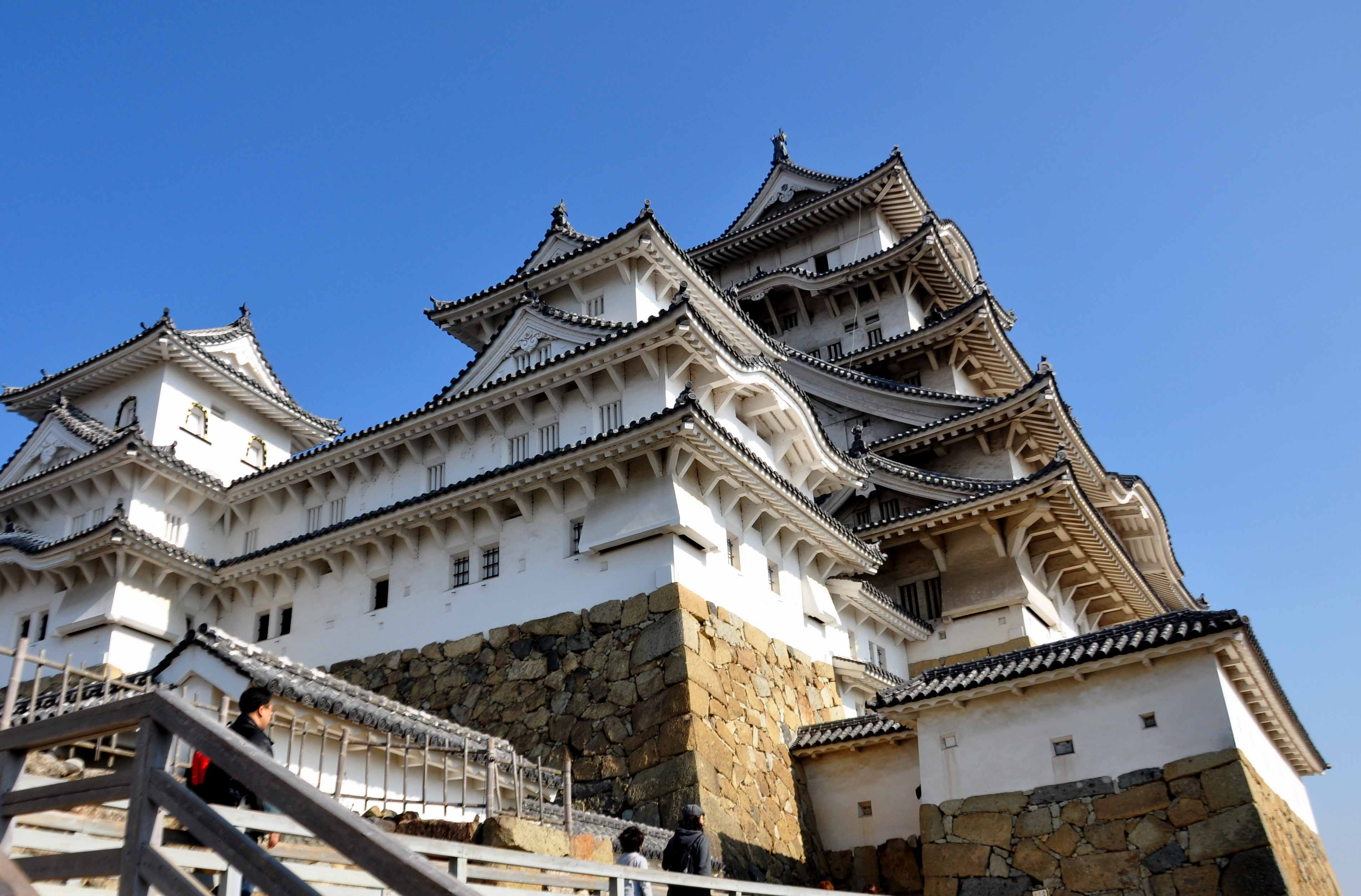
A himedzsi várkastély

Az Azucsi–Momojama-kor (安土桃山時代, Azucsi–Momojama dzsidai) japán történelmi korszak (1568–1600), európai fogalmakkal a középkorból a kora újkorba való átmenet ideje, messze ható társadalmi változásokkal, kulturális fellendüléssel. Majdnem egy évszázados polgárháború (hadakozó fejedelemségek kora) után több nagy hatalmú főúr (daimjók) központosítási törekvésekkel Kiotó, a főváros felé indult, egy kisebb földbirtokos, Oda Nobunaga diadalmaskodott, 1573-ban elűzte az utolsó Asikaga sógunt (Muromacsi-bakufu), és részben pacifikálta, „egy kard alatt egyesítette” az országot. 1582-ben bekövetkezett halála után egyik vezére, Tojotomi Hidejosi folytatta művét, 1591-re minden ellenállást elfojtott, s a császár nevében mint „császári főtanácsadó” (kanpaku) kormányozta Japánt. Egységes földbérleti és adóreformot vezetett be, megszilárdítva a parasztság helyzetét, ugyanakkor drákói törvényekkel merevítette meg a kasztrendszert (kereskedők és szamurájok falun nem lakhattak, paraszt fegyvert nem viselhetett stb.). Nobunagával szemben nem tűrte tovább a keresztény misszionáriusok térhódítását, korlátozta a nyugati országokkal való kereskedést, két sikertelen hadjáratot vezetett (1592, 1597) Korea és Kína ellen, majd 1598-ban meghalt. A két országegyesítő hegemón művét az a Tokugava Iejaszu fejezte be, aki Hidejosi fia, Hidejori egyesült párthívei fölött döntő győzelmet aratott a japán belháborúk legnagyobb ütközetében, az 1600-as szekigaharai csatában, és megalapozta a Tokugava-sógunátus két és fél évszázados uralmát.
Ebben a korban zajlottak a nagy várépítések (Nobunagáé Azucsiban, Hidejosié a Momojama hegyén stb.), a harcias atmoszférával szöges ellentétben ekkor alakultak ki a teaszertartás máig élő rítusai (Szen no Rikjú), indult új virágzásnak a festészet (paraván- és falfestészet, Kanó-iskola), s kezdett kicsírázni a kabuki színház. Ezzel a korszakkal szűnt meg a külvilág iránti fogékonyság, s ezután kezdődött a 19. század közepéig tartó hosszú izoláció.

## Külső hivatkozások
- Az Azucsi–Momojama-korról a SamuraiWikin Archiválva 2012. szeptember 2-i dátummal a Wayback Machine-ben